# ヒドゥン
『ヒドゥン』 (The Hidden) は、1987年にアメリカ合衆国で公開されたアクションホラーSF映画である。上映時間は95分。
第16回アボリアッツ国際ファンタスティック映画祭（現：ジェラルメ国際ファンタスティカ映画祭）グランプリ受賞作品。
アメリカのロサンゼルスで連続凶悪殺人事件が発生し、この奇怪な事件を追うロス市警刑事の前に現れた奇妙なFBI捜査官との捜査劇や、その裏に隠された真実を描く。

## 概要
1988年第16回アヴォリアッツ国際ファンタスティック映画祭グランプリを獲得したが、これは同年公開の『ロボコップ』のグランプリが確実視された中での受賞だった。
映画解説者の淀川長治は本作を娯楽映画として高く評価しており、彼の解説による映画放送枠「日曜洋画劇場」にて何度か放送されていた。それ以外にも、テレビ東京「木曜洋画劇場」で何度か放送された。
マクラクランは本作の後に主演した、テレビドラマ『ツイン・ピークス』でのギャラガーと酷似したFBI捜査官役で、一躍知られるようになった。監督のデヴィッド・リンチが、ギャラガーのキャラクター造形を高く評価したためと伝えられる。
1993年には、続編『ヒドゥン2』が別スタッフによりテレビ映画として製作された。

## あらすじ
ロス市警刑事トム・ベックは、カーチェイスの末、凶悪殺人犯を逮捕した。しかし、いくら調査しても、犯人のデヴリーズは平凡な常識人であったという証言しか得られない。そのことに混乱しているベックを、ロイド・ギャラガーと名乗るFBI捜査官が訪ねてくる。エリートの若僧への反発から、ベックは犯人が死亡したことを理由に追い返そうとするが、ギャラガーは強引に捜査に介入してくる。
ギャラガーは、これは連続した事件で、次の事件がまた起きると言い、そのとおりに同様の凶悪事件が発生し、犯人は射殺された。犯人のミラーは、デヴリーズとはまったく交友はなく、唯一の接点はデヴリーズが死亡した病院で同室だったことだった。
疑念を深めるベックに詰問され、ギャラガーはついに一連の事件はすべて同一犯によるものであり、自分も犯人も同じ異星人だと告白する。

## キャスト
トム・ベック
演 - マイケル・ヌーリー
主人公。ロス市警の叩き上げの刑事。妻と娘の3人家族。ギャラガーが語る真実を受けいれられず困惑するが、即席コンビを組み一連の事件を追っているうちに友情が芽生える。
ロイド・ギャラガー
演 - カイル・マクラクラン
FBI捜査官。シアトルの連続殺人犯を追い、ロスにやってくる。エリートの生真面目な青年だが、常識がところどころ欠けた浮世離れした面をもつ。実はギャラガー本人はシアトルでの事件を捜査中に、山火事で死亡しており、異星人がギャラガーとは別人の遺体に乗り移ってギャラガーの身分証を利用し、異星人の世界の犯罪者を追跡している。アルタリア星人で元来の名前はアルハーグ。
ジャック・デヴリーズ
演 - クリス・マルケイ
温和な紳士だったが、異星人に寄生され、突如フェラーリとヘヴィメタルを偏愛する連続強盗殺人犯となる。劇中では本編開始時から既に数多くの犯罪を重ねており、銀行強盗をした後、黒のフェラーリで逃走。ベックら警官隊のバリケードを突破しようとした際に重傷を負い、搬送先の病院でジョナサン・ミラーに乗り移った後死亡する。異星人は、異星人の世界での犯罪者で、ギャラガーに乗り移っている異星人の妻子を殺害、逃亡の末、地球に来た。以降、この異星人は寄生体を乗りかえつつ、シアトルからロスへと逃亡する。
ジョナサン・ミラー
演 - ウィリアム・ボイエット
デヴリーズの搬送先の病院で同室となった重病人。重篤状態だったにもかかわらず、異星人に乗り移られた後、超人的な殺戮を繰り広げる。町に出て最初に立ち寄ったレコード店でカセットテープを万引きし、それを咎めた店長を撲殺。店にあった売上金とラジカセ、護身用の小型拳銃を奪い取る。次に車販売店で店長と客を殺害し赤いフェラーリを強奪する。その際、フェラーリの持ち主になる予定だった客、マイケル・バックレーの財布を奪い、彼の職場であるアンカー貿易のオフィスを探し当て、隠してあった銃器一式を手に入れる。この辺りからジョナサン・ミラーの体は限界が来始めたのか、異星人の触手らしきものが腕からはみ出てくるようになるが、ガムテープで補強して難を逃れる。最後に立ち寄ったストリップバーで、ブレンダというストリッパーに異星人が乗り移ったため死亡した。
ブレンダ・リー
演 - クローディア・クリスチャン
ストリッパー。追い詰められたミラーの体から脱出した異星人に、新たな宿主として逃げこまれてしまう。凶悪犯ミラーを追ってパトカーで駆け付けた警官隊と壮絶な銃撃戦を行いその後ギャラガー＆ベックのコンビにマネキン工場屋上まで追い詰められ最後は自ら屋上より転落し死亡する。若い女性の体に寄生するのは初めてだったらしく、その際異星人は面白がって女性特有の肉体や服装などを色々と試している。
ジョン・マスターソン
演 - クラレンス・フェルダー
ベックの上司。異星人の避難先となった愛犬を通じ寄生され、ギャラガーを懐柔しようとする。皮肉にもこの会話が、ベックがギャラガーを信じるきっかけとなった。
クリフ・ウィリス
演 - エド・オロス
ベックの相棒。警察署内にてギャラガーとベックの追撃から逃れたマスターソン部長に寄生していた異星人に寄生される。
ホルト
演 - ジョン・マッキャン
次期大統領候補。異星人に最終的な逃亡先として狙われる。
ブレム
演 - ラリー・シーダー
ベックの同僚。二度に渡りベックに仕事を強引に押し付けられる。実は同僚思いの優しい人物。
サンチェス
演 - リチャード・ブルックス
ベックの同僚。異星人の乗り移ったマスターソンに撃たれる。警察オフィス備え付けのゴミ箱への３ポイントシュートが得意。
バーバラ・ベック
演 - キャサリン・キャノン
ベックの妻。夫が自宅に招いたギャラガーを手料理で饗す。

## 日本語吹替
| 役名                                 | 俳優                         | 日本語吹替                     |
| 役名                                 | 俳優                         | テレビ朝日版                   |
| ------------------------------------ | ---------------------------- | ------------------------------ |
| ロイド・ギャラガー                   | カイル・マクラクラン         | 松橋登                         |
| トム・ベック                         | マイケル・ヌーリー           | 田中秀幸                       |
| クリフ・ウィリス                     | エド・オロス                 | 池田勝                         |
| ジョン・マスターソン部長             | クラレンス・フェルダー       | 筈見純                         |
| エド・フリン警部補                   | クルー・ギャラガー           | 嶋俊介                         |
| サンチェス                           | リチャード・ブルックス       | 江原正士                       |
| ブレム                               | ラリー・シーダー             | 納谷六朗                       |
| バーバラ・ベック                     | キャサリン・キャノン         | 高橋ひろ子                     |
| ジョナサン・ミラー                   | ウィリアム・ボイエット       | 飯塚昭三                       |
| ブレンダ・リー                       | クローディア・クリスチャン   | 弘中くみ子                     |
| ホルト上院議員                       | ジョン・マッキャン           | 宮田光                         |
| キャロル・ミラー                     | リン・シェイ                 | 一柳みる                       |
| レコード店店員                       | マーク・エドワード・モランテ | 曽我部和恭                     |
| ロバーツ巡査                         | ブランスコム・リッチモンド   | 曽我部和恭                     |
| 酔っぱらい                           | ジョーイ・セイガル           | 曽我部和恭                     |
| 酔っぱらいの連れ                     | ジェフ・レヴァイン           | 大滝進矢                       |
| グラス医師                           | リック・リーバーマン         | 大滝進矢                       |
| ロジャース医師                       | ジョセフ・ウィップ           | 加藤正之                       |
| バーテン                             | ジャック・マクギー           | 加藤正之                       |
| 留置所の受付                         | ボー・ギブソン               | 加藤正之                       |
| ジャック・デヴリース                 | クリス・マルケイ             | 幹本雄之                       |
| 車のセールスマン                     | ジェームズ・ルイージ         | 幹本雄之                       |
| マイケル・バックレー（車販売店の客） | フランク・レンズーリ         | 大塚芳忠                       |
| エディ                               | デュアン・デイヴィス         | 福田信昭                       |
| 囚人                                 | ダニー・トレホ               | 福田信昭                       |
| レコード店の女性客                   | ジル・フリードマン           | 玉川紗己子                     |
| ジュリエット・ベック                 | クリスティン・クレイトン     | 玉川紗己子                     |
| 似顔絵師                             | マイケル・ヤマ               | 千田光男                       |
| 検死官                               | ジョー・パース               | 千田光男                       |
| デヴリースの隣人                     | ジョイ・N・ホーク・Jr        | 佐藤正治                       |
| 留置所の護衛                         | ルー・ホプソン               | 佐藤正治                       |
| 日本語版制作スタッフ                 |                              |                                |
| 演出                                 | 演出                         | 福永莞爾                       |
| 翻訳                                 | 翻訳                         | たかしまちせこ                 |
| 調整                                 | 調整                         | 金谷和美                       |
| 効果                                 | 効果                         | 南部満治 大橋勝次 河合直       |
| 制作                                 | 制作                         | ザック・プロモーション         |
| 担当                                 | 担当                         | 圓井一夫                       |
| 初回放送                             | 初回放送                     | 1990年4月22日 『日曜洋画劇場』 |

※ 2013年12月21日にWOWOWプライムでカットされたシーン（トム・ベックがロイド・ギャラガーに対して「飲み過ぎるなよ」と忠告するシーン）を同一声優で追加録音した吹替補完版を放送。